# Södergölen
Södergölen är en sjö i Ronneby kommun i Blekinge och ingår i Ronnebyån-Vierydsåns kustområde. Lokalt benämns Södergölen för Fridhemsgölen eftersom gölen tidigare ingick i det utmarksbete en större lantegendom, Fridhems gård, i Ronneby förfogade över (Fridhem, Ronneby – en stadsdel i Ronneby).